# 北鎮區 (伊利諾伊州富蘭克林縣)
北鎮區（英語：Northern Township）是位於美國伊利諾伊州富蘭克林縣的一個行政鎮區。

## 地方資料
根據2010年美國人口普查的數據，北鎮區的面積為94.80平方千米，當中陸地面積為94.50平方千米，而水域面積為0.30平方千米。當地共有人口467人，而人口密度為每平方千米4.93人。